# Brachiones przewalskii
Brachiones przewalskii is een zoogdier uit de familie van de Muridae. De wetenschappelijke naam van de soort werd voor het eerst geldig gepubliceerd door Büchner in 1889.

## Voorkomen
De soort komt voor in China.